# Ранди Кутюр
Рандал Дуейн Кутюр (на английски: Randall Duane Couture) е бивш американски ММА боец, актьор, бивш сержант на армията на САЩ, борец в класически стил.
По времето когато се състезава в шампионата Ultimate Fighting Championship (UFC), той става трикратен Световен шампион в тежка категория, двукратен шампион в лека-тежка категория, временен шампион лека-тежка категория. Той е първият от общо само седем бойци, които държат шампионските титли в две различни категории (заедно с БиДжей Пен, Конър Макгрегър, Джордж Сейнт Пиер, Даниел Кормие, Аманда Нунес и Хенри Сехудо).
Член е на Залата на славата на UFC от 24 юни 2006 година..

## Филми
| Година | Заглавие       | Оригинално заглавие | Роля     | Бележки |
| ------ | -------------- | ------------------- | -------- | ------- |
| 2010   | Непобедимите   | The Expendables     | Тол Роуд |         |
| 2012   | Непобедимите 2 | The Expendables 2   | Тол Роуд |         |
| 2014   | Непобедимите 3 | The Expendables 3   | Тол Роуд |         |
| 2023   | Непобедимите 4 | Expend4bles         | Тол Роуд |         |